# Histoire d'Eure-et-Loir
 (mars 2013).
Si vous disposez d'ouvrages ou d'articles de référence ou si vous connaissez des sites web de qualité traitant du thème abordé ici, merci de compléter l'article en donnant les références utiles à sa vérifiabilité et en les liant à la section « Notes et références ».
Le département d’Eure-et-Loir est créé à la Révolution française, le 4 mars 1790 en application de la loi du 22 décembre 1789, à partir, principalement, de parties d'anciens territoires du royaume de France, l'Orléanais (Beauce), le Maine (Perche), mais aussi l'Île-de-France (Drouais, Thymerais, vallée de l'Avre et Hurepoix).

## Antiquité
L’actuel département d'Eure-et-Loir correspond à la partie centrale du territoire des Carnutes dont Chartres était la capitale, sous le nom d’Autricum. Les Carnutes sont célèbres surtout pour leur lien, réel ou présumé, à la religion gauloise. C'est en un locus consecratus, que les druides auraient tenu leur réunion annuelle. Au nord du département, le peuple gaulois des Durocasses avait pour capitale Dreux.

## Ancien régime

### Moyen Âge
Au Moyen Âge, le territoire actuel du département est dominé par la ville de Chartres. Elle se développe grâce à la culture des riches terres de Beauce (marché au blé) et à sa vocation religieuse due notamment à la présence de la relique du Voile de la Vierge (don de Charles II le Chauve en 876). Sur l'impulsion de Fulbert de Chartres, elle sera le berceau d'une renaissance intellectuelle avec la fondation de l'École de Chartres. Au nord, Dreux, la vallée de l'Avre et le Thymerais, de même que le comté du Perche à l'ouest, constituent des postes avancés des rois de France face aux ducs de Normandie. Les terres d'Eure-et-Loir, par leur intérêt stratégique, sont donc très tôt ancrées dans la mouvance capétienne et progressivement rattachées aux anciennes provinces de l'Orléanais et de l'Île-de-France.
Durant la guerre de Cent Ans, le territoire du département est au centre de plusieurs conflits (dont la Journée des Harengs à Rouvray-Saint-Denis), en raison de sa proximité avec Paris et Orléans. Le traité de Brétigny, qui met fin provisoirement à la guerre, y est signé près de Chartres.

### Temps modernes
À la Renaissance, l'Eure-et-Loir devient également une région prisée par les rois François Ier et Henri II par la présence du château d'Anet, appartenant à une grande dame de la cour : Diane de Poitiers. 
Le département est également marqué par la présence de Madame de Maintenon, Madame de Pompadour (Crécy-Couvé), Maximilien de Béthune, duc de Sully, décédé dans son château de Villebon et inhumé à Nogent-le-Rotrou.

## Révolution française

Carte d'Eure-et-Loir (1790)

À la Révolution, il est dans un premier temps envisagé de créer un département beauceron. La Beauce a en effet l'avantage de n'avoir jamais été une province sous l'Ancien Régime. Sa dimension essentiellement géographique et non politique s'inscrivait donc parfaitement dans l'idéologie révolutionnaire.
Ce projet est mis en échec principalement par la volonté du roi de ne pas voir dispersées en un nombre trop important de départements ses possessions franciliennes.
La création du département dans sa configuration actuelle tient également aux résistances des terres du Thimerais et du Drouais à se voir agrégées à celles de l'ancienne Normandie et à l'impossibilité de conserver au Perche son unité, en partie pour des raisons politiques (ancien comté), et surtout à cause de l'absence d'une ville suffisamment importante pour se prévaloir du rang de chef-lieu de département.
Chartres, avec entre autres le général Marceau, l'abbé Sieyès ou encore Brissot de Warville, chef de file des Girondins, donne plusieurs grands hommes à la Révolution.

## Époque contemporaine

### XIXesiècle

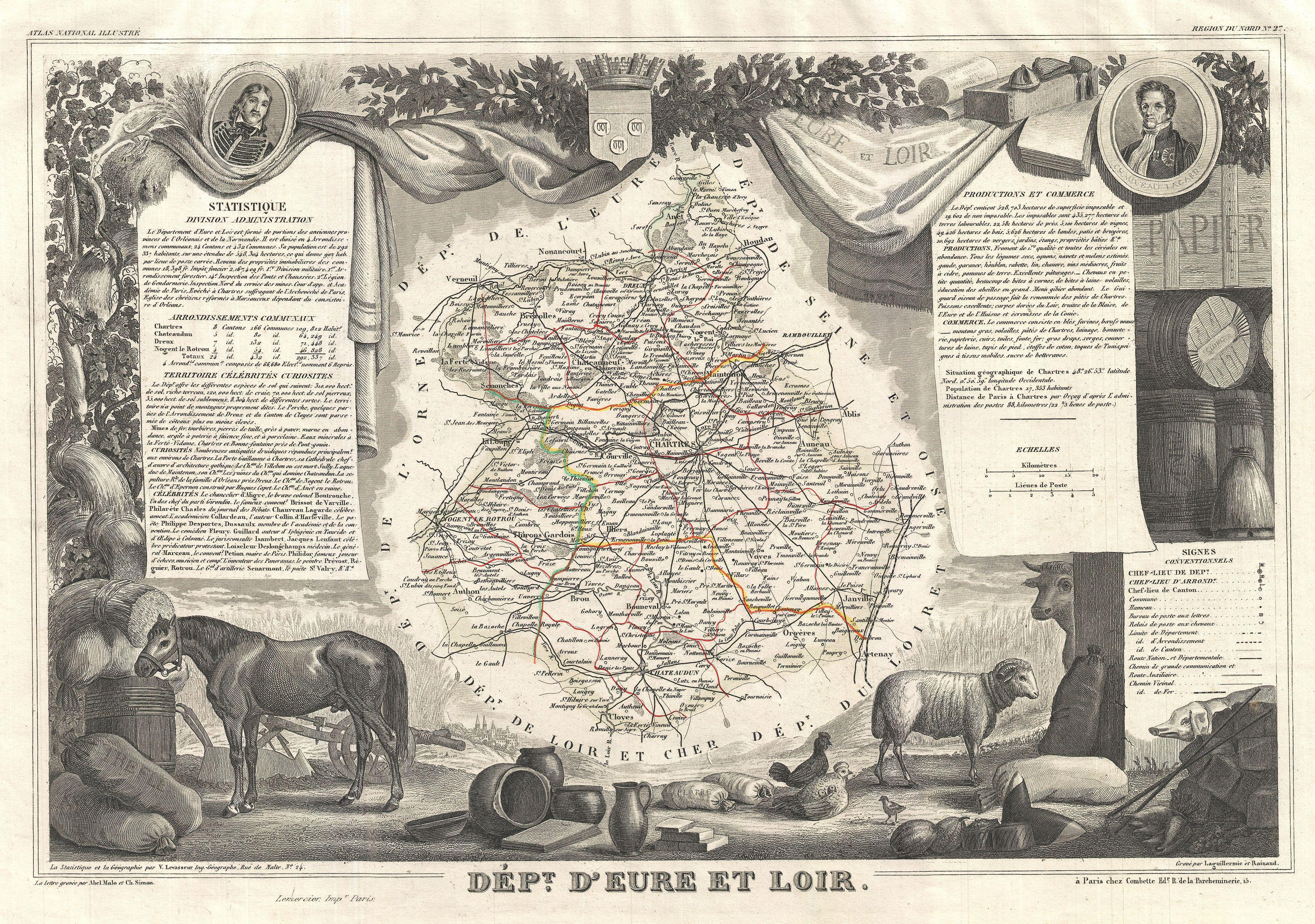
Carte du département d'Eure-et-Loir (1852)

Après la victoire des coalisés à la bataille de Waterloo (18 juin 1815), le département est occupé par les troupes prussiennes de juin 1815 à novembre 1818 (voir occupation de la France à la fin du Premier Empire).
Au XIXe siècle, le nord du département connaît une forte industrialisation, avec notamment l’imprimerie de Firmin Didot et les manufactures textiles des Waddington. Chartres conserve essentiellement sa vocation commerciale grâce à son important marché au blé et au commerce de la laine des nombreux élevages de moutons, dont la foire de Châteaudun est aussi un haut lieu. Le Perche qui s'est peu développé, et a connu une notable émigration vers le Québec les siècles précédents, devient une terre de nourrices réputées pour leurs qualités maternelles auprès des familles aisées de Paris. Dreux devient également une ville industrielle, en particulier après la crise du phylloxéra qui met définitivement à bas les vignes normandes. Après le coup d'État du 2 décembre 1851 de Napoléon III, l'Eure-et-Loir fait partie des départements placés en état de siège afin de parer à tout soulèvement massif. Moins d'une centaine d'opposants sont arrêtés. Le département est durement touché par la guerre de 1870, avec la bataille de Loigny et la bataille et l'incendie de Châteaudun par l'armée prussienne.

### XXesiècle
Au XXe siècle, le département devient de plus en plus économiquement lié au développement de la région parisienne. Chartres et Dreux profitent pleinement de cette proximité avec l'implantation de plusieurs grandes entreprises (dont les futurs établissements Philips), pendant que la vallée de l'Eure qui les relie devient un lieu de villégiature avec la construction de nombreuses résidences secondaires.
Deux base aériennes notables se développent : la base aérienne 122 Chartres-Champhol (1909-1997) et la base aérienne 279 Châteaudun (1936-2014). Leurs histoires respectives marqueront fortement celles de leurs communes d'attachement.
Entre le 29 janvier et le 8 février 1939, près de 2 100 réfugiés espagnols fuyant l'effondrement de la république espagnole devant les troupes de Franco, arrivent en Eure-et-Loir. La prison désaffectée de Châteaudun est rouverte, et le camp de Lucé en accueillent une partie, ce qui se révèle vite insuffisant. Les réfugiés sont répartis entre 53 communes qui ouvrent des centres d’accueil ruraux, granges, halles, maisons inhabitées et insalubres... Les réfugiés, essentiellement des femmes et des enfants, sont soumis à une quarantaine stricte, vaccinés ; les hôpitaux de Chartres et de Châteaudun qui traitent les cas préoccupants (blessés, « dermatoses ») sont vite débordés et les malades soignés dans un hôpital de fortune aménagé dans un gymnase. Le courrier est limité, le ravitaillement, s'il est peu varié et cuisiné à la française, est cependant assuré. Au printemps et à l'été, les réfugiés des centres ruraux sont regroupés au camp de Lucé. Malgré les facilités offertes à ceux qui veulent rentrer en Espagne (et les incitations), ils sont encore 922 en décembre, répartis entre Dreux et le camp de Lucé. La fermeture des centres d’accueil est prévue pour le 1er mars, puis repoussée au 10 juin. Les Espagnols sont alors pris dans l’exode provoqué par la débâcle de l’armée française ; ceux du camp de Lucé ont la chance d’être proches du front, et donc d’avoir une évacuation organisée, vers le camp d'Argelès.

Durant la Seconde Guerre mondiale, le département est marqué par son préfet Jean Moulin qui y fait son premier acte de Résistance face à l'occupant.
La ville de Chartres est partiellement détruite par un bombardement en 1944 qui toucha particulière sa bibliothèque. La ville de La Loupe est quant à elle presque totalement sinistrée. Après-guerre, l'Est du département intègre progressivement l'aire urbaine de Paris, les cantons d'Anet, de Maintenon et de Nogent-le-Roi, voire d'Auneau, devenant intimement liés à ceux du département des Yvelines limitrophes.
En politique, le département est la terre d'élection et le berceau de plusieurs grandes figures des IIIe et IVe républiques : William Waddington (ministre de l’Instruction publique en 1873 et 1877), Maurice Viollette (ministre d'État sous le Front populaire), Paul Deschanel (président de la République en 1920), Maurice Bourgès-Maunoury (président du Conseil en 1957).
Au tournant des années 1980, Dreux devient une ville politiquement singulière en élisant comme maire en 1977, puis députée en 1981, Françoise Gaspard, l'une des premières femmes politiques ayant assumé publiquement son homosexualité, puis en étant le théâtre d'une alliance en 1983 entre la droite locale et le Front national mené par Jean-Pierre Stirbois, dont la veuve Marie-France Stirbois est élue députée en 1989.

#### Histoire locale
- Histoire d'Aunay-sous-Crécy
- Liste des seigneurs de Châteauneuf-en-Thymerais
- Seigneur de Gallardon
- Famille du Puiset

#### Évènements et dates notables
- Bataille de Toury, 1112
- Bataille des harengs à Rouvray-Saint-Denis, 1429
- Sièges et bataille de Dreux, 1562
- Bataille d'Auneau, 1587
- Districts d'Eure-et-Loir, 1790-1795[8] : Chartres, Châteaudun, Châteauneuf-en-Thymerais, Dreux, Janville et Nogent-le-Rotrou
- Bataille de Châteaudun, 1870
- Bataille de Loigny, 1870
- Maquis de Plainville, 1944